# Microstegium ciliatum
Microstegium ciliatum är en gräsart som först beskrevs av Carl Bernhard von Trinius, och fick sitt nu gällande namn av Aimée Antoinette Camus. Microstegium ciliatum ingår i släktet Microstegium och familjen gräs. Inga underarter finns listade i Catalogue of Life.